# Carmen Birk
Carmen Simone Birk (* 1980 in Timișoara, Sozialistische Republik Rumänien) ist eine deutsche Schauspielerin rumänischer Herkunft.

## Biografie
Carmen Birk stammt aus der westrumänischen Stadt Timișoara (deutsch Temeswar). Sie gehört der Volksgruppe der Banater Schwaben an und wuchs zweisprachig auf („Ich […] war weder ganz Rumänin noch ganz Deutsche. Das Gefühl, nicht dazu zu gehören, hat mich stets begleitet […]“). Birk studierte Schauspiel an der West-Universität Temeswar und begann ihre Karriere am dortigen Deutschen Staatstheater. Angetan durch ein Treffen von Schauspielschulen 1999 in Deutschland übersiedelte sie nach Leipzig. Dort absolvierte Birk von 2000 bis 2004 ein Schauspielstudium an der Hochschule für Musik und Theater „Felix Mendelssohn Bartholdy“. Während ihrer Ausbildung war sie Mitglied des Schauspielstudios am Theater Chemnitz und erschien dort unter anderem 2003 in Michail Bulgakow Glückseligkeit. Ebenfalls folgten erste Film- und Fernsehauftritte, mit denen sie sich das Studium finanzierte, darunter der Part einer Punkerin in Connie Walthers preisgekröntem Kinofilm Wie Feuer und Flamme (2001) neben Anna Bertheau, Antonio Wannek und Tim Sander. 2003 war sie in Ralf Schmerbergs Poem – Ich setzte den Fuß in die Luft und sie trug zu sehen, in dem sie unter anderem an der Seite von Meret Becker, Klaus Maria Brandauer, Herbert Fritsch, Richy Müller, Luise Rainer, Anna Thalbach und Jürgen Vogel bekannte deutsche Gedichte der Avantgarde und Klassik rezitierte.
Nach dem Ende ihrer Schauspielausbildung wurde Birk drei Jahre lang festes Ensemblemitglied des Neuen Theaters in Halle (Saale). Dort debütierte sie 2004 mit einer kleinen Rolle in dem Stück Oberst, Schädel, Hirn Dings. Im selben Jahr folgte eine Gesangsrolle in Franz Wittenbrinks Sekretärinnen (2004), während sie 2005 den Part der Amme Hanna Kennedy in einer Inszenierung von Schillers Maria Stuart übernahm und die Christine in Ödön von Horváths Zur schönen Aussicht spielte. Einem größeren Publikum wurde Birk durch ihre Darstellung der Lolita-haften Dita in Paul Binnerts Allein das Meer nach Amos Oz in Halle (2005) und beim Berliner Theatertreffen (2006) bekannt. Die Berliner Morgenpost sah in ihr „eine veritable Augenspielerin“, die die Rolle „frisch und melancholisch, nervös und nachdenklich“ verkörpern würde.
Nach mehrjähriger Film- und Fernsehabstinenz rief sich Birk im Jahr 2010 einem breiten deutschen Publikum wieder in Erinnerung. In Juliane Engelmanns international preisgekröntem Kurzfilm Narben im Beton war sie als betrogene und überforderte junge Mutter aus dem Plattenbaubezirk Berlin-Marzahn zu sehen, die eine weitere Schwangerschaft verheimlicht und das Kind nach der Geburt tötet. Der Film fälle laut der Frankfurter Allgemeinen Zeitung auch „dank der großartigen Carmen Birk in der Hauptrolle, kein Urteil“, sondern nehme Anteil. Noch im selben Jahr erschien sie in Dominik Grafs Im Angesicht des Verbrechens (2010). Im von der Kritik hochgelobten Krimi-Mehrteiler übernahm sie eine Rolle als frisch geschiedene, trostbedürftige Polizistin neben den Hauptdarstellern Max Riemelt und Ronald Zehrfeld.

## Filmografie
- 2001: Wie Feuer und Flamme
- 2002: Inspektor Rolle – Sex-Inserate (Fernsehserie)
- 2002: Appetithäppchen (Kurzfilm)
- 2003: Savannah (TV)
- 2003: Poem – Ich setzte den Fuß in die Luft und sie trug
- 2003: Ein starkes Team – Das große Schweigen (Fernsehserie)
- 2004: Tatort – Eine ehrliche Haut (Fernsehreihe)
- 2004: Die Sitte – Diskretion garantiert (Fernsehserie)
- 2010: Narben im Beton (Kurzfilm)
- 2010: Im Angesicht des Verbrechens (Fernsehserie)
- 2013: Tatort  – Kaltblütig
- 2013: Henry – Der Film (Kurzfilm)
- 2014: Frauchen und die Deiwelsmilch

## Theaterstücke (Auswahl)
| Jahr    | Theaterstück                   | Rolle         | Bühne                                       |
| ------- | ------------------------------ | ------------- | ------------------------------------------- |
| 2003    | Glückseligkeit                 |               | Schauspielstudio, Theater Chemnitz          |
| 2004    | Buddy – Die Buddy Holly Story  | Maria Elena   | Opernhaus Halle                             |
| 2004    | Oberst, Schädel, Hirn Dings    |               | Neues Theater Halle                         |
| 2004    | Sekretärinnen                  |               | Neues Theater Halle                         |
| 2005    | Michael Kohlhaas               |               | Neues Theater Halle                         |
| 2005    | Maria Stuart                   | Hanna Kennedy | Festhalle Viersen                           |
| 2005    | Koma (Multimedia-Inszenierung) |               | Stadtbad Halle                              |
| 2005    | Zur schönen Aussicht           | Christine     | Neues Theater Halle                         |
| 2005/06 | Allein das Meer                | Dita          | Neues Theater Halle Berliner Theatertreffen |